# Мінаєв Олександр Анатолійович
Мінаєв Олександр Анатолійович (17 липня 1942, Сєров, Свердловська область — 26 жовтня 2021) — український науковець-металург, член-кореспондент НАН України, доктор технічних наук, професор, завідувач кафедри «Обробка металів тиском» ДонНТУ, ректор ДонНТУ. Заслужений діяч науки і техніки України, Лауреат Державної премії України в галузі науки і техніки, Державної премії України в галузі освіти. Герой України (2012).

## Біографія
Народився 1942 року в місті Сєрові Свердловської області. 1959 року закінчив середню школу № 2 міста Єнакієве, що в Донецькій області. Одразу після навчання в школі почав працювати учнем кресляра, учнем техніка-конструктора на Єнакіївському металургійному заводі. Паралельно навчався на вечірньому відділенні металургійного факультету Донецького політехнічного інституту, з 1961 року перейшов на денне відділення. Навчання завершив 1964 року за спеціалізацією інженер-металург з обробки металів тиском.
Надалі працював Донецькому політехнічному інституті, а пізніше ДонНТУ: в період 1965 — 1966 років — інженером науково-дослідного сектору кафедри обробки металів тиском, 1969 — 1970 років — асистент кафедри, 1970 — 1973 років — старший викладач. 1972 року захистив кандидатську дисертацію, 1973 року йому присвоєне звання доцента. З 1977 до 1985 року був деканом металургійного факультету. 1989 року захистив докторську дисертацію, отримав звання професора, того самого року став завідувачем кафедри «Обробка металів тиском» і одночасно ректором ДонНТУ.
Автор понад 250 наукових робіт, серед яких 12 монографій та навчальних посібників. Автор 80 авторських свідоцтв і 10 патентів на винаходи. Підготував одного доктора технічних наук і 19 кандидатів технічних наук.
З 1991 року — дійсний член Академії інженерних наук України, з 1994 року — академії наук вищої школи України та Петровської академії наук і мистецтв Росії, з 1995 року — Міжнародної академії вищої школи і Міжнародної академії наук, індустрії, освіти (Каліфорнія, США).
Член Асоціації ректорів європейських університетів, Міжнародного центру з інженерної освіти ЮНЕСКО, Європейського товариства інженерної освіти SEFI. 2004 року обирався віце-президентом Міжнародної академії наук вищої школи.
Влітку 2014 року, під час захоплення терористами ДНР ДонНТУ, самоусунувся і покинув напризволяще 23 тис. студентів і 2 тис. викладачів.

## Нагороди, звання
- Звання Герой України з врученням ордена Держави (24 серпня 2012) — за визначні особисті заслуги перед Українською державою у зміцненні науково-технічного потенціалу, вагомий внесок у розвиток національної освіти, багаторічну сумлінну працю[3]
- Орден князя Ярослава Мудрого V ст. (22 серпня 2002) — за значний особистий внесок у соціально-економічний та духовний розвиток України, вагомі трудові здобутки та з нагоди 11-ї річниці незалежності України[4]
- Орден «За заслуги» II ст. (23 серпня 2011) — за значний особистий внесок у становлення незалежності України, утвердження її суверенітету та міжнародного авторитету, заслуги у державотворчій, соціально-економічній, науково-технічній, культурно-освітній діяльності, сумлінне та бездоганне служіння Українському народові[5]
- Почесна відзнака Президента України (16 травня 1996) — за заслуги у розвитку національної освіти, підготовку висококваліфікованих спеціалістів[6]
- Заслужений діяч науки і техніки України (1992)
- Державна премія України в галузі науки і техніки 2002 року — за розробку і реалізацію енерго- і ресурсозберігаючих технологічних циклів виробництва конкурентоспроможних металовиробів на основі комплексу печей-ковшів і машин безперервного лиття заготовок (у складі колективу)[7]
- Державна премія України в галузі освіти 2011 року — у номінації «вища освіта» за цикл робіт «Створення науково-методичного обґрунтування та впровадження в навчальний процес інноваційних технологій навчання і виховання, що забезпечують значний внесок у розвиток інтеграції вітчизняної вищої освіти в європейський та світовий простір» (у складі колективу)[8]

Також нагороджений:
- 1998 — президією Національної академії наук України пам'ятною медаллю «80 років НАН України».
- 1998 — золотою медаллю ім. А. Ейнштейна Міжнародної академії наук, індустрії, освіти і мистецтв (Каліфорнія, США).
- 1998 — срібною нагородою Міжнародного центру з інженерної освіти ЮНЕСКО.
- 2001 — дипломом і пам'ятною медаллю національного проекту «Золота книга української еліти».
- 2001 — почесним знаком ректора Магдебурзького університету (Німеччина).
- 2002 — ювілейним знаком «70 років Донецької області».
- 2002 — почесною грамотою Кабінету Міністрів України.
- 2002 — почесною медаллю Ясського технічного університету (Румунія).
- знаками «Шахтарська слава» І, II і III ступенів.

Обраний почесним доктором наук Остравського технічного університету (Чехія, 2002), Московського університету інженерної екології (Росія, 2003), почесним професором Таганрозького радіотехнічного університету (Росія, 2003), Ясського технічного університету.